# Atheist
Atheist es una banda estadounidense de death/thrash metal procedente de Sarasota, Florida, y fundada bajo el nombre de R.A.V.A.G.E. (siglas de Raging Atheists Vowing A Gory End). Combinan elementos de jazz y metal progresivo.

## Historia
Grabaron su primer disco, Piece of Time, en 1988, pero no fue lanzado hasta 1990 en EUA. El 12 de febrero de 1991 el bajista Roger Patterson murió en un accidente automovilístico, se unió al grupo otro bajista llamado Tony Choy para grabar el segundo disco titulado Unquestionable Presence. Atheist se disolvió en 1992, para volver a unirse en 1993 y grabar su tercer disco Elements, luego de esto la banda se disolvió por segunda y última vez. Posteriormente se reunirían otra vez en el 2006 para presentarse en unos shows en Europa para después ir a Estados Unidos.
Tony Choy tocó en bandas como Pestilence y Cynic. Actualmente toca en Area 305.
En el 2005 fue sacado un set que incluía los tres álbumes más el demo de R.A.V.A.G.E. llamado On the Slay.
En enero de 2006 se anunció la reunión de Atheist para realizar una gira a lo largo del verano y el otoño de ese año, con una alineación formada por Shaefer, Burkey, Choy y Flynn. En julio de 2008 la banda anunció que se encontraba grabando un nuevo álbum de estudio, y la realización de una gira por Europa y Estados Unidos en 2009 para conmemorar el vigésimo aniversario del grupo. El 8 de noviembre de 2010 sacaron a la venta su último disco, después de 17 años, llamado Jupiter.

## Miembros
- Kelly Shaefer – voz (1984 - 1994, 2006 - actualmente), guitarra (1984-1994)
- Steve Flynn – batería (1984-1991, 2006 - actualmente)
- Tony Choy – bajo (1991, 1993-1994, 2006-2010, 2012- actualmente)
- Chris Martin – guitarra (2012–actualmente)
- Jason Holloway - guitarra (2011–actualmente)

### Miembros pasados
- Rand Burkey - guitarra (1988-1992, 1993-1994)
- Roger Patterson – bajo (1985-1991)
- Frank Emmi – guitarra (1993)
- Josh Greenbaum – batería (1993)
- Kyle Sokol – bajo (2001)
- Chris Baker – guitarra (2006 -2012)
- Jonathan Thompson - guitarra (2009 -2011), bajo (2010)

## Discografía

### Álbumes
- Piece Of Time (1989)
- Unquestionable Presence (1991)
- Elements (1993)
- Jupiter (2010)

### Otros
- Atheist box set - Set (2005)
- Unquestionable Presence: Live at Wacken (2009)